# Wyspiański (1903)
Wyspiański – zbudowany w 1903 roku statek, służący w latach 1914–1921 w składzie pierwotnie austro-węgierskiej, a następnie polskiej Flotylli Wiślanej.

## Historia
Statek został zbudowany w 1903 roku w stoczni Schiffswerft w austriackim Linzu (nr budowy 460) na zamówienie podlegającej namiestnikowi Galicji cesarsko-królewskiej galicyjskiej administracji wodnej w Krakowie. W 1904 roku, w częściach, został przewieziony do Krakowa, do Stoczni Zieleniewskiego, gdzie nadano mu nazwę „Krystyna”. W latach 1904–1914 pływał jako bocznokołowy holownik na austriackim odcinku Wisły. Posiadał wymiary: długość – 36,40 m, szerokość – 5,25/10,50 m, zanurzenie – 0,65 m i wyporność 176 ton. Wyposażony w pojedynczą dwucylindrową maszynę parową dwustopniowego rozprężania o mocy 150 KM osiągał prędkość do 15 km/h.
W lipcu 1914 roku, czyli tuż przed wybuchem I wojny światowej, został wcielony do KuK Weichselflotille Krakau, czyli austro-węgierskiej wojennej flotylli wiślanej. W jej składzie został częściowo opancerzony i uzbrojony (dwa działka 37 mm i 2 karabiny maszynowe). Do jego zadań należało patrolowanie Wisły w rejonie Krakowa oraz holowanie galaru z zaopatrzeniem i rannymi. Po wyparciu Rosjan z Kongresówki przebazowano go do Puław, gdzie w listopadzie 1918 roku przejęły go polskie władze (najpierw Ministerstwo Komunikacji, a następnie Ministerstwo Robót Publicznych) i nadały nazwę „Wyspiański”.
Po rozbrojeniu i zdjęciu opancerzenia w 1919 roku przekazano go Zarządowi Rzeki Wisły w Krakowie, gdzie pracował jako holownik. Na początku 1920 znalazł się we Włocławku, gdzie w czasie Bitwy Warszawskiej wcielono go do Drugiego Dywizjonu Flotylli Wiślanej Wojska Polskiego. Jako „Statek Uzbrojony Wyspiański” został ponownie uzbrojony w 8 karabinów maszynowych i z 17-osobową załogą skierowany do patrolowania dolnej Wisły na odcinku Włocławek – Płock, który był zagrożony forsowaniem rzeki przez bolszewików. Używano go też do ewakuacji rodzin żołnierskich z twierdzy Modlin do Torunia.
Po zakończeniu wojny w 1921 roku statek rozbrojono i zwrócono Zarządowi Rzeki Wisły, a potem Zarządowi Dróg Wodnych we Włocławku. Pracował tam jako holownik. W 1923 roku uległ przebudowie, po czym w 1924 wrócił do służby w administracji wodnej we Włocławku i Warszawie (do 1932). W 1933 roku został przekazany Państwowemu Zarządowi Wodnemu w Płocku.
W 1939 roku został przejęty przez Reichswasserstrassenverwaltung Plock (od 1941 Schröttersburg), czyli okupacyjną administrację dróg wodnych, i przemianowany na „Rhein”.
Po wojnie wrócił do nazwy „Wyspiański”. Od 1951 roku pływał jako holownik w PZW w Warszawie. Od 1952 r. znajdował się w dyspozycji Rejonu Dróg Wodnych w Warszawie jako statek rezerwowy. W 1954 roku w Stoczni Czerniakowskiej na Solcu w Warszawie został przebudowany na statek pasażersko-towarowy, przekazany Warszawskiej Żegludze na Wiśle i przemianowany na „Dunajec”, stając się trzecim bocznokołowym parowcem o tej nazwie na Wiśle (pierwszy pływający w l. 1889 – ok. 1950 w rejonie Warszawy był statkiem pasażerskim armatora Żółtka, a drugi, pływający na początku XX wieku w rejonie Krakowa był statkiem inspekcyjnym). W latach 1954–1959 pływał jako holownik, a czasem statek pasażerski m.in. na trasie Warszawa – Płock. W tym czasie holował do Warszawy zestawy barek, przyprowadzane do Płocka holownikami „San” i „Gdańsk” z Bydgoskiej Żeglugi na Wiśle. W 1960 roku statek wycofano z ruchu, a trzy lata później zdemontowano maszynę parową, kocioł i tambory (osłony kół łopatkowych).
W 1964 roku goły kadłub został przejęty przez Warszawski Okręgowy Związek Żeglarski (WOZŻ) i przebudowany w Stoczni Czerniakowskiej na przystań pływającą z pomieszczeniami hotelowymi na dolnym pokładzie i obszerną żaglownią na śródokręciu. Na dziobie i rufie pojawiły się większe nadbudówki z 2 dużymi salami, nad którymi – na niemal całej długości statku – położono pokład górny. W takiej postaci w 1965 roku został przeholowany Kanałem Żerańskim na Zalew Zegrzyński, początkowo do Zegrza Południowego, a następnie do Nieporętu-Białobrzegów, gdzie cumował przez niemal 40 lat pełniąc funkcję bazy szkoleniowej i egzaminacyjnej WOZŻ oraz baru. Po zerwaniu przez WOZŻ umowy z firmą opiekującą się statkiem i przystanią nie prowadzono jego konserwacji, w wyniku czego na początku XXI w. osiadł na dnie. Po utraceniu przez WOZŻ bazy w Nieporęcie działacze związkowi zlecili pocięcie statku na złom, ale ostatecznie w 2003 sprzedali go w całości. Nowy właściciel w latach 2003–2006 przeprowadził doraźną renowację kadłuba i remont zabudowy. Obecnie pozbawiony napędu statek ma długość 37,5 m, szerokość 5,25 m, zanurzenie 0,5 m i wyporność 148 ton.
Statek obecnie jest bazą szkolenia żeglarskiego przedsiębiorstwa Academia Nautica z Warszawy.
Statek jest jednym z nielicznych ocalałych parowców wiślanych, jedyną istniejącą jednostką polskiej wojennej flotylli śródlądowej z czasów II Rzeczypospolitej i najstarszą istniejącą byłą jednostką polskiej Marynarki Wojennej.